# A Thin Shell
«A Thin Shell» — третій альбом October Tide випущений 28 вересня 2010-го року. Перший альбом за нового вокаліста Тобіаса Нетзелла з In Mourning котрий змінив Йонаса Ренксе з Katatonia.
Диск певним чином продовжує лінію попереднього «Grey Dawn» проте динамічніший аніж «Rain without End». Загальна мелодійнійсть досить аскетична: відсутні велика кількість акустичних соло та різкі зміни ритму. Відсунуті на задній план рифи час від часу з'являються, проте рівно настільки, наскільки потрібно, щоб не перетворити диск на монотонне місиво. Провідним вокалом залишено гроул. Лірика текстів авторства П'єра Стама та Нетзелла. 

## Список композицій
| #     | Назва                                     | Тривалість |
| ----- | ----------------------------------------- | ---------- |
| 1.    | «The Custodian of Science»                | 07:33      |
| 2.    | «Deplorable Request»                      | 06:03      |
| 3.    | «The Nighttime Project» (інструментальна) | 04:32      |
| 4.    | «Blackness Devours»                       | 05:15      |
| 5.    | «The Dividing Line»                       | 05:43      |
| 6.    | «Fragile»                                 | 06:35      |
| 7.    | «Scorned»                                 | 06:33      |
| 42:14 |                                           |            |

## Склад на момент запису
- Тобіас Нетзелл — вокал
- Фредерік Норрман — гітара
- Робін Берг — ударні

### Запрошені виконавці
- Йонас К'єллгрен — бас